# Lucas Buit
Lucas Buit (* 18. Juli 1967) ist ein ehemaliger niederländischer Squashspieler und heutiger Nationaltrainer.

## Karriere
Lucas Buit war in den 1990er-Jahren auf der PSA World Tour aktiv und gewann auf dieser fünf Titel. Mit Rang 38 erreichte er seine beste Platzierung in der Weltrangliste. Mit der niederländischen Nationalmannschaft nahm er 1991, 1993, 1995, 1999, 2001 und 2003 an Weltmeisterschaften sowie an mindestens 14 Europameisterschaften teil. 2007 wurde er mit der Mannschaft Vizeeuropameister hinter England. Bei Weltmeisterschaften im Einzel stand er 1994 das einzige Mal im Hauptfeld, er schied in der ersten Runde aus. Er wurde für die World Games 1997 nominiert, wo er über die Gruppenphase nicht hinauskam. Zwischen 1992 und 2002 wurde er insgesamt neunmal niederländischer Landesmeister.
Nach seiner Karriere als Spieler wurde er Trainer und betreute zahlreiche verschiedene Spieler. Seit mindestens 2010 ist er Nationaltrainer der niederländischen Mannschaft.

## Erfolge
- Vizeeuropameister mit der Mannschaft: 2007
- Gewonnene PSA-Titel: 5
- Niederländischer Meister: 9 Titel (1992, 1994–2000, 2002)